# なかないで、毒きのこちゃん
なかないで、毒きのこちゃん（なかないで、どくきのこちゃん）は、鳥皮ささみを代表・作・演出とする、日本の劇団。
早稲田大学のサークル内で鳥皮ささみによる個人ユニットとして2012年より活動を開始。2017年より正式に劇団としての活動を始める。劇団名はチェコの絵本に由来する。旗揚げ以来、精力的に活動を行っている。
公演毎の企画に応じて客演を迎えて上演し、不器用な人間を中心に映画・漫画のパロディを取り入れた笑いやメタな仕掛けなどが組み込まれた作品を展開している。

## メンバー
- 鳥皮ささみ（作・演出）
- 森田ガンツ
- 青木絵璃
- 植田祥平
- 猪股和磨
- みしゃむーそ
- 芳田遥

## 公演記録
※特に記述のない作品は、作・演出 鳥皮ささみ
- 2012年
  - シアター早稲田2012参加作品「ループサイドループ」 （早稲田大学）
- 2013年
  - 鳥皮ささみ企画(たすいち、20歳の国合同)「ハロー!新宿ちゃん」 （新宿眼科画廊）
  - ロ字ック主催鬼フェス2013参加作品「ハローちゃんばいばい、おやすみなさいまたあしたくん」（劇場風姿花伝）
- 2014年
  - 「そしてまたキミのユメをみる。」（アートスペース風みどり）
  - 王子小劇場「佐藤佐吉祭2014+」参加作品「こんにちわ、さようなら、またあしたけいこちゃん。」（王子スタジオ）
  - Twitter公演「きみにあいたいくん。」（Twitter）
  - おさんぽ公演「だいすき3つごちゃん」（南阿佐ヶ谷路上）
  - 古着屋公演「わるぐち全集」（高円寺FIZZ）
- 2015年
  - ライブハウスイベント「キミのスキなおんがくがボクのスキなおんがく。」（新宿マーブル）
  - 古着屋公演「夢みるあの子はまだおうちでロンリーガール。」（高円寺FIZZ）
  - おそばや公演「そば屋のあつこちゃん。」（南阿佐ヶ谷道心）
  - ロ字ック主催鬼フェス2015参加作品「男の子と女の子」（劇場風姿花伝）
  - バー公演「世田谷区在住。町田みよことその恋人と」（祖師谷大蔵GOKIGENYA）
  - QSC4参加作品「みどりちゃん、もうすぐべーじゅちゃん。」
  - おさきに年越し公演「おそば!カウントダウン!年末ドラマスペシャル!」（南阿佐ヶ谷道心）
- 2016年
  - すぺしゃる公演「猪股和磨vs鳥皮ささみvs猪股和麿 お誕生日生き残りデスマッチ!!」（南阿佐ヶ谷レンタルルーム山）
  - 本公演「やさしいムスコ」（下北沢OFF・OFFシアター）
  - 古着屋公演「悪口サミッドナイト・イン・高円寺」（高円寺FIZZ）
- 2017年
  - 劇場公演「(再)けいこちゃん、ふたたび。」（下北沢駅前劇場）
  - なかないで、毒きのこちゃんのおたんじょうびかい。（南阿佐ヶ谷オノマトペ）
  - 劇場公演「おれたちにあすはないっすネ」 （下北沢駅前劇場）
  - 東京ツアー公演「ぼうぼう」 （ココキタ、中野RAFT、王子スタジオ1、下北沢OFF・OFFシアター）
  - 「びっくりハウスのこと、あの子のこと、その他もろもろ」 （浅草花やしき）
  - 年越し公演「おそば!カウントダウン!1!2!3!」 （南阿佐ヶ谷道心）
- 2018年
  - 銭湯ぐらし公演「ゆ」（高円寺小杉湯 湯パート103）
  - 本公演「ぜんぶ水にながしたるねん」（下北沢OFF・OFFシアター）
  - 下北沢路上演劇祭参加作品「ふつうの女の子2018」「ねえ下北沢、演劇よりなによりも私。」（下北沢観劇三昧前 路上）
  - 新宿コントレックス参加作品「キミはボクの光くん。」（新宿シアター・ミラクル）
  - ボーイミーツガール公演「さけとなみだとおとことおんなと、」（中野RAFT）
  - 劇場公演「二代目なっちゃんの愛人。」（下北沢OFF・OFFシアター）
  - リバイバル公演「やっぱり!おれたちにあすはないっすネ」（下北沢ザ・スズナリ）
  - 下北沢路上演劇祭2参加作品「気をつけろ下北沢!緑色の目をした怪物だ!」（下北沢わくわくパーク）
  - 過去短編集リバイバル公演「鳥の市」（下北沢OFF・OFFシアター）
- 2019年
  - 鳥皮ささみ企画公演「OTAMESI! 鳥皮ささみ」（下北沢駅前劇場）
  - 劇場公演「とはいうものの」（下北沢駅前劇場）
  - 劇場公演「そりゃあ、まあ、ええ」（下北沢駅前劇場）
  - 本公演「MITUBATU」（下北沢OFF・OFFシアター）
  - 下北沢路上演劇祭3参加作品「浜ちゃんの復讐」（下北沢わくわくパーク）
  - 鳥皮ささみ企画公演「ぼんじり」（南阿佐ヶ谷道心）
- 2020年
  - 本公演「イケてるともだちX」（下北沢ザ・スズナリ）
  - 配信公演「禍禍ちゃん」（浅草九劇）
- 2021年
  - 本公演「あの娘みゅ～ん」（下北沢　ザ・スズナリ）
  - 本公演「7丁目のながふじくん」（下北沢 シアター711）
- 2022年
  - 企画公演「2490」（下北沢 スターダスト）